# Herbert Knabe

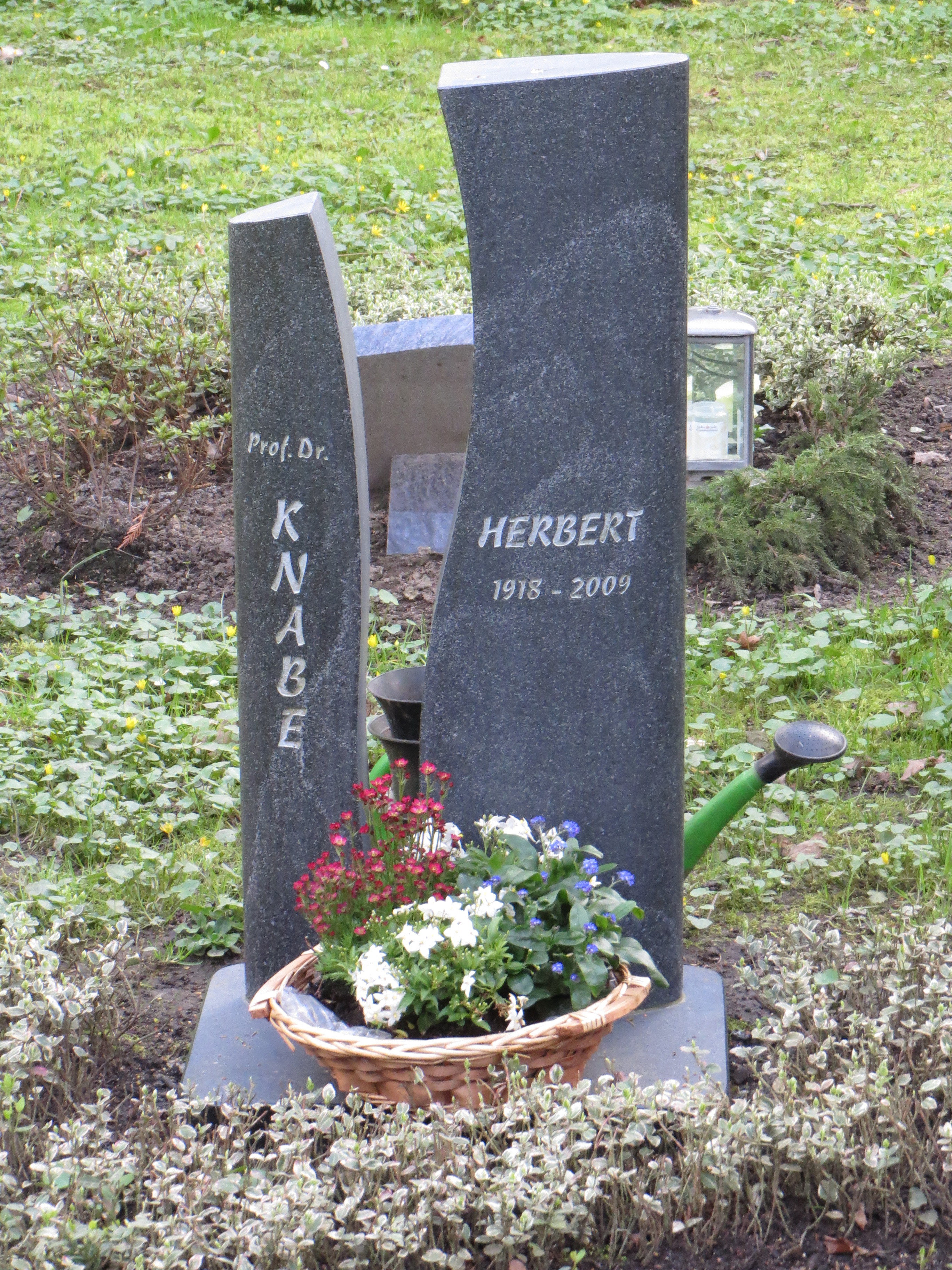
Grab Herbert Knabe, Alter Friedhof (Greifswald), 2014

Herbert Knabe (* 16. Mai 1918 in Gotha; † 26. Mai 2009 in Greifswald) war ein deutscher Sozialmediziner und Sozialhygieniker. Er befasste sich insbesondere mit dem Gesundheitszustand und der medizinischen Grundbetreuung der Landbevölkerung.

## Leben
Der Sohn eines Bankbeamten besuchte ab 1925 die Grundschule und von 1929 bis 1937 das Gymnasium Ernestinum in Gotha. Er studierte von 1940 bis 1945 an den Universitäten Leipzig und Halle Medizin. Daneben diente er von 1939 bis Kriegsende zunächst in einer Flakkompanie der Luftwaffe, später war er Sanitätsfähnrich und Arzt in einem Lazarettzug. An der Universität Halle wurde er 1945 promoviert. Danach arbeitete er bis 1947 im Lazarett Gelbensande bei Rostock.  Anschließend war er bis 1952 als Kreisarzt in Schönberg (Mecklenburg) tätig und hier vor allem für den Seuchenschutz verantwortlich.  1951 wurde ihm der Ehrentitel „Verdienter Arzt des Volkes“ verliehen.
1952 ging er als Kreisarzt nach Greifswald, wo er sich 1954 zum Facharzt für Hygiene qualifizierte. 1957 gehörte er der Ärztekommission beim Politbüro des Zentralkomitees der SED an. Mit einer Arbeit über die Lebensverhältnisse und den Gesundheitszustand der Landbevölkerung habilitierte er sich 1959 an der Ernst-Moritz-Arndt-Universität Greifswald. Im selben Jahr wurde er Oberarzt am Lehrstuhl für Sozialhygiene der Charité. Von 1961 bis zu seiner Emeritierung 1983 hatte er an der Universität Greifswald den Lehrstuhl für Sozialhygiene („Hygiene auf dem Lande“) inne. Bis ins hohe Alter engagierte er sich ehrenamtlich im Greifswalder Projekt Community Medicine.
Herbert Knabe war Mitbegründer der Gesellschaft für Allgemeinmedizin der DDR und gehörte 1961 zu den Gründungsmitgliedern der Internationalen Gesellschaft für Landmedizin. 1974 wurde er Präsident der europäischen Sektion dieser Gesellschaft. 
Er gab vier Bücher heraus und veröffentlichte mehr als 200 wissenschaftliche Arbeiten. 